# Église Saint-Clément de Pradelles
Pour les articles homonymes, voir église Saint-Clément.
L'église Saint-Clément est une ancienne église catholique située en France sur la commune de Pradelles, dans la région Auvergne-Rhône-Alpes.

## Localisation
L'ancienne église est située dans le département français de la Haute-Loire, sur la commune de Pradelles, dans l'ancienne région administrative d'Auvergne.

## Historique
Le catulaire du Monastier fait référence à une ancienne église prieurale au XIe et XIIe siècle, dépendant de l'archiprêtre de Sablières et secondairement de l'église Notre-Dame de Pradelles. La paroisse a persisté jusqu'en 1832, date à laquelle elle a été fusionnée avec Pradelles. Peu après, les pierres de l'église ont été réutilisées pour reconstruire celle de Pradelles. Les ruines de la chapelle Saint-Clément, situées près d'un chemin de Compostelle, représentent les vestiges d'un petit enclos prieural remontant probablement au XIIe siècle. Son accès se fait par une fenêtre réduite avec feuillure de bois. En contrebas de l'ossuaire, un bâtiment rectangulaire pourrait avoir été un ancien prieuré-cure. Au cours du XXe siècle, l'ensemble a été endommagé par des fouilles archéologiques effectuées à la dynamite.

## Description
De l'église, seul le plan au sol est encore visible, avec une abside semi-circulaire. L'ossuaire, accolé à la paroi externe de l'église, présente une voûte en berceau, avec une fosse descendant à quatre mètres sous la voûte. L'accès se fait par une fenêtre réduite avec une feuillure en bois. Près de l'entrée de l'église, sous le chemin d'accès, une voûte en berceau brisé abrite deux sarcophages en pierre. À quelques mètres du chevet, on trouve la fontaine Sainte-Reine, à proximité de laquelle plusieurs sarcophages sont perceptibles.

## Protection
Les vestiges de l'église avec son portail, enfeu, ossuaire, ainsi que la fontaine Sainte Reine sont inscrits au titre des monuments historiques par arrêté du 21 mars 1988.